# Ванкувер Вайткепс 2
Ванкувер Вайткепс 2 (англ. Whitecaps FC 2) — колишній канадський футбольний клуб з Ванкувера, заснований 2014 року та розформований у 2017 році. Виступав в USL. Домашні матчі приймав на стадіоні «Тандербірд Стедіум», місткістю 3 411 глядачі.
Був фарм-клубом «Ванкувер Вайткепс» та виступав у Західній конференції USL.
17 листопада 2017 року ліквідований шляхом злиття з «Ванкувер Вайткепс».